# Krobitz
Krobitz ist ein Ortsteil der Gemeinde Weira, die eine Gemeinde in der Verwaltungsgemeinschaft Oppurg im thüringischen Saale-Orla-Kreis ist.

## Geografie
Krobitz liegt nördlich von Weira einige hundert Meter von der Landesstraße 281 von Gera nach Saalfeld entfernt. Die Fluren der Orte Krobitz und Weira liegen an der Nordabdachung des auslaufenden Südostthüringer Schiefergebirges in die Orlasenke. In der Nähe befindet sich das Landschaftsschutzgebiet Döbritzer Schweiz mit seinen urzeitlichen Höhlen.

## Verkehr
Im Fahrplan 2017/18 ist Krobitz durch folgende Linie an den ÖPNV angebunden:
- Linie 944: Saalfeld – Pößneck – Krobitz – (Weira) – Neustadt (Orla)

Die Linie wird von der KomBus betrieben.

## Geschichte
Der Weiler Krobitz wurde 1074 erstmals urkundlich erwähnt. Die Landwirtschaft spielte und spielt immer noch eine entscheidende Rolle für den Ort.

## Sehenswürdigkeiten
- St.-Anna-Kapelle

## Persönlichkeiten
- Eberhard Gerhardt (1910–1999), Agrar- und Wirtschaftswissenschaftler